# Benthopecten munidae
Benthopecten munidae is een zeester uit de familie Benthopectinidae.
De wetenschappelijke naam van de soort werd in 1969 gepubliceerd door Helen E.S. Clark.